# Pk2
Pk2 es una agrupación boliviana de música tropical formada en la ciudad de La Paz en 1996. Integrada por los hermanos Zeballos (Wally y Paola), hijos de la cantante Nena Zeballos

## Trayectoria
Aunque Wally y Paola, anteriormente ya habían formado parte de una agrupación del mismo género llamado "Conexión". Tras en nacimiento de Pk2, con el paso del tiempo han sido denominados como una de las bandas del género tropical, de mayor éxito en su país de origen. En sus inicios ellos han realizado una serie de giras de conciertos por algunas ciudades de Bolivia, como también en el extranjero. Se mantuvieron activos desde 1996 hasta 2004, tras la desintegración de Pk2 cada uno de sus integrantes tuvieron sus propias proyecciones. Como Wally, se dedicó a la televisión para incursionar en el periodismo y también formar parte de otro grupo musical llamado "La Kúpula". 
Paola, formó parte de un grupo musical llamado "La Pao" y Beby Aponte, como vocalista de un grupo de género tropical cumbiero llamado "Fandango". En 2011, se volvieron a reunir e incursionar nuevamente en la música y en la que han realizado giras de conciertos en ciudades como Potosí, La Paz, Santa Cruz de la Sierra y Cochabamba, llamado "Tour de Reencuentro". Entre sus canciones más conocidas, propias del grupo son; Arriba las palmas, la magia de nuestro amor, cierro mis ojos, baila morena y entre otros. También han reeditado clásicos que han sido éxito por sus intérpretes originales como; el compromiso, si pero no de Lolita Flores, me enamoro de ti de Ricchi e Poveri, nada en común, quererte a ti de Ángela Carrasco, yo sin el de Marisela, si tu no estas de Menudo y entre otros.